# Säkkijärven polkka
Die Säkkijärven Polkka ist eine volkstümliche Melodie in Finnland. Verschiedene Arrangements mit Akkordeon sind so bekannt, dass die Melodie zur inoffiziellen Nationalhymne geworden ist. Populär wurde sie durch den finnischen Akkordeonspieler Viljo Vesterinen (1907–1961). Die erste Schallplattenaufnahme geschah in Säkkijärvi (jetzt Kondratjewo). Das Singen der Worte „Säkkijärven Polkka“ vor der Wiederholung der Melodie geschieht, um zu betonen, dass Säkkijärvi zwar verloren ist, die Finnen aber die Polka behalten haben.

## Finnischer Text
On kauniina muistona Karjalan maa,

mutte vieläkin syömmestä soinnathaalso,

kun soittajan sormista kuulla saa,
Säkkijärven Polkka!
Se polkka taas menneitä mieleen tuo,

ja se outoa kaipuuta rintaan luo.

Hei, soittaia, haitarin soida suo
Säkkijärven Polkka!
Nuoren ja vanhan se tanssiin vie,

ei sille polkalle vertaa lie

Sen kanssa on vaikka mierontie
Säkkijärven Polkka!
Siinä on liplatus laineitten,

siinä on huojunta honkien,

Karjala soi -kaikki tietää sen -
Säkkijärven Polkka!
Tule, tule tyttö, nyt kanssani tanssiin,

kun polkka nin herkästi helkähtää

Hoi! Hepo surkoon ja hammasta purkoon,

kun sillä on ihmeetsti suurempi pää!

Tule, tule tytto, nyt kanssani tanssiin

kun meillä on riemu ja suvinen sää!

Säkkijärvi se meiltä pois,

mutta jäi toki säntään polkka!

Kun rakkaimmat rannat on jääneet taa,

niin vieraissa kulkija lohdun saa,

kun kuuntelee soittoa kaihoisaa:
Säkkijärven Polkka!
Se polkka on vain, mutta sellainen,

että tielle se johtavi mustoien.

On sointuna Karaljan kaunoisen:
Säkkijärven Polkka!
Nuoren ja vanhan se tanssiin vie,

ei sille polkalle vertaa lie

Sen kanssa on vaikka mierontie
Säkkijärven Polkka!
Siinä on liplatus laineitten,

siinä on huojunta honkien,

Karjala soi -kaikki tietää sen -
Säkkijärven Polkka!
Tule, tule tyttö, nyt kanssani tanssiin,

kun polkka nin herkästi helkähtää

Hoi! Hepo surkoon ja hammasta purkoon,

kun sillä on ihmeetsti suurempi pää!

Tule, tule tytto, nyt kanssani tanssiin

kun meillä on riemu ja suvinen sää!

Säkkijärvi se meiltä pois,

mutta jäi toki säntään polkka!

Kun rakkaimmat rannat on jääneet taa,

niin vieraissa kulkija lohdun saa,

kun kuuntelee soittoa kaihoisaa:
Säkkijärven Polkka!
Se polkka on vain, mutta sellainen

että tielle se johtavi mustoien

On sointuna Karaljan kaunoisen:
Säkkijärven Polkka!

## Gebrauch beim Militär
Während des Finnisch-sowjetischen Fortsetzungskrieges entdeckten die finnischen Truppen, dass die sich zurückziehenden sowjetischen Verbände in Viipuri funkgesteuerte Landminen gelegt hatten. Diese Minen enthielten einen Empfänger mit drei Stimmgabeln. Das durchgängige Spielen des Liedes konnte die Signale an den Empfänger stören. Als dies bekannt wurde, installierte die Armee in Viipuri einen mobilen Sender. So wurde Vesterinens Polka vom August 1941 bis zum Februar 1942 ca. 15.000 mal abgespielt, damit die enthaltenen dreitönigen Akkorde das Auslösen der Minen verhindern konnten.

## Trivia
Säkkijärven polkka ist der Titel eines Filmes von Viljo Salminen (1908–1992) aus dem Jahr 1955. Die Leningrad Cowboys spielen die Polka im Film Leningrad Cowboys Go America.
In dem Anime Girls und Panzer wird eine instrumentale Version der Polka als Titelmelodie für das Senshado Team der Jatkosta-Schule verwendet.